# Sérifontaine
Sérifontaine – miejscowość i gmina we Francji, w regionie Hauts-de-France, w departamencie Oise.
Według danych na rok 1990 gminę zamieszkiwało 2477 osób, a gęstość zaludnienia wynosiła 121 osób/km² (wśród 2293 gmin Pikardii Sérifontaine plasuje się na 100. miejscu pod względem liczby ludności, natomiast pod względem powierzchni na miejscu 78.).